# František Vlasák
František Vlasák (30. srpna 1912 Libušín – 2. října 2005) byl český a československý ekonom a politik KSČ, od 50. let ministr vlád Československa, v době pražského jara představitel reformního proudu v KSČ, za normalizace pronásledován, po sametové revoluci místopředseda vlády České republiky a autor nerealizovaného alternativního scénáře ekonomické reformy.

## Biografie
Vystudoval Přírodovědeckou fakultu Univerzity Karlovy. Před válkou zasedal v předsednictvu družstva Včela. Krátce působil jako středoškolský učitel v Praze a roku 1950 nastoupil jako chemik do Státního geologického ústavu v Praze.
Pak trvale působil v centrálních vládních úřadech. Do roku 1952 zastával funkci náměstka předsedy Ústředí výzkumu technického rozvoje, do roku 1955 náměstka ministra – předsedy Státního úřadu plánovacího. Od května 1955 do ledna 1958 byl ministrem energetiky v druhé vládě Viliama Širokého a od ledna 1958 do ledna 1963 ministrem dopravy v této vládě i v následující třetí vládě Viliama Širokého. Od září 1963 do dubna 1968 zastával post ministra – předsedy Státní komise pro techniku ve vládě Jozefa Lenárta. Na vysokých vládních postech se udržel i během pražského jara, kdy se jako představitel reformního proudu v KSČ stal v dubnu 1968 ministrem – předsedou Státní plánovací komise v československé první vládě Oldřicha Černíka, v níž navíc působil jako ministr národohospodářského plánování. Toto portfolio i udržel i v následující druhé vládě Oldřicha Černíka do září 1969 (nyní oficiálně jako ministr plánování).
Angažoval se i ve stranických funkcích. XI. sjezd KSČ a znovu XIII. sjezd KSČ ho zvolil členem Ústředního výboru Komunistické strany Československa. Z ÚV KSČ byl vyloučen 26. září 1969. Po invazi vojsk Varšavské smlouvy do Československa ho Ústřední výbor Komunistické strany Československa zařadil na seznam „představitelů a exponentů pravice“. V té době byl odstaven z politických a veřejných funkcí a roku 1970 vyloučen z KSČ.
Do vrcholné politiky se vrátil po sametové revoluci v únoru 1990 jako místopředseda vlády České republiky (první a druhá vláda Petra Pitharta. Tuto funkci zastával do května 1991. V této době vedl tým ekonomů s cílem navrhnout alternativní strategie ekonomických reforem. Tato koncepce ale nezískala podporu a transformace československé ekonomiky probíhala podle koncepce lidí okolo Václava Klause.